# Sangiban
Sangiban est un roi des Alains du Ve siècle, au moment de l'invasion de la Gaule par Attila (451).
Il est le successeur de Goar comme le roi des Alains foederati, et règne dans la région d'Aurelianum (aujourd'hui Orléans). La toponymie en garde des traces à Allaines, Allainville en Beauce et Allainville-aux-Bois. 
Selon Jordanès, Sangiban avait promis à Attila, avant la bataille des champs Catalauniques, qu'il ouvrirait les portes et remettrait Aurelianum aux Huns.  Les Romains sous la direction de Aetius et les Wisigoths soupçonnent cette trahison, et mettent Sangiban au centre de la ligne de bataille contre les Huns, de façon à pouvoir l'empêcher de déserter. Ainsi les Alains essuient le poids principal de l'assaut des Huns, pendant que les Goths peuvent déborder les Huns sur le flanc, et les mettent finalement en déroute. 
Jordanès n'indique pas si Sangiban a survécu à la bataille. Cependant, les Alains d'Aurelianum ont été conquis par les Wisigoths quelques années plus tard et incorporés dans le royaume gothique de Toulouse